# Millepora squarrosa
Millepora squarrosa is een hydroïdpoliep uit de familie Milleporidae. De poliep komt uit het geslacht Millepora. Millepora squarrosa werd in 1816 voor het eerst wetenschappelijk beschreven door Lamarck. 